# دست مرد مرده

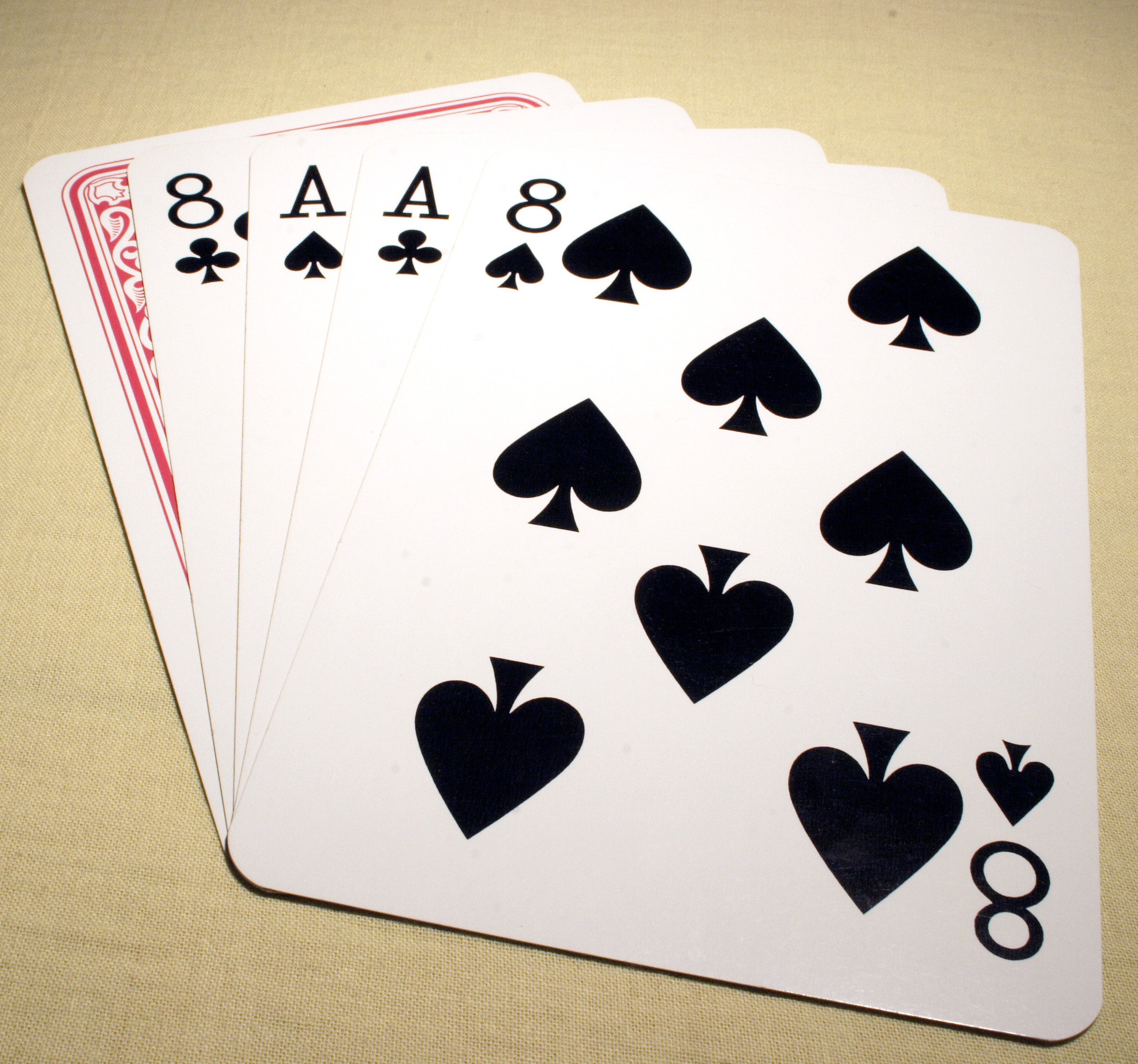
آرایش ترکیب یا در اصطلاح عامیانه و رایج پوکر، دست مرد مرده از زمان کشته‌شدن وایلد بیل هیکاک به این نام مشهور شد.

دست مرد مرده (انگلیسی: Dead man's hand) که گاهی ترکیب دست مرد مرده هم نامیده می‌شود، اشاره به ترکیب دست ورق پوکری است که از زمان کشته‌شدن وایلد بیل هیکاک به این نام مشهور شد. هیکاک، هفت‌تیرکش افسانه‌ای غرب وحشی بود که به طرز ناجوانمردانه و از پشت سر، توسط فردی به نام جک مک‌کال در سالون وسترن نوتال اند منز هدف گلوله قرار گرفت. وی در هنگام مرگ، در حال بازی پوکر بود و ترکیب ورق‌های دست وی، دو جفت یا دو پِر بود که شامل دو جفت از دو ورق مختلف است. اصطلاح ترکیب دست مرد مرده به نظر می‌رسد که در اواخر قرن ۱۹ تا اوایل قرن ۲۰، تا حدودی رایج بوده‌است، اگر چه تا دهه ۱۹۲۰ هیچ‌کس این ترکیب را به هیکاک منتسب نکرد.
این آرایش در طول سال‌ها متفاوت بوده‌است در حالی که امروزه، این ترکیب را شامل دو جفت آس سیاه به همراه دو جفت ۸ سیاه (A ♣A ♦8 ♥8 ♠Q♠) توصیف می‌کنند. طبق گزارش‌های مورخان قانون‌شکنان غرب وحشی، این جفت آس و هشت‌ها به همراه یک کارت سوراخ ناشناخته، همان ترکیبی بوده که هیکاک در هنگام هدف قرار گرفتن از پشت سر در دست داشته‌است. هر چند، هیچ منبع معاصری کارت‌های دقیقی را که او هنگام کشته‌شدن در دست داشت را ثبت نکرده‌است اما پس از انتشار کتاب وایلد بیل هیکاک؛ شاهزادهٔ هفت‌تیرها اثر فران ویلستاچ در سال ۱۹۲۶ و درست ۵۰ سال پس از کشته‌شدن هیکاک، این ترکیب دست تأیید و تبدیل به اصطلاحی جا افتاده در میان پوکربازان شد. امروزه، دپارتمان پلیس لاس وگاس و واحد ضد تبهکاری خیابانی لاس وگاس از آرایش این ترکیب در نشان خود استفاده می‌کنند.